# Bandeira do Arizona

Bandeira do Arizona

A bandeira do Arizona não contém o selo do estado, mas consiste em 13 raios vermelhos e dourados (as cores do conquistador e da bandeira da Espanha), representando as Treze Colônias originais, reproduzindo o notório pôr-do-sol do Arizona. Há uma estrela acobreada no centro, significando a indústria de minério de cobre. O restante da bandeira é colorido de azul, representando a liberdade.
Em 1910, o Coronel Charles W. Harris, chefe da Guarda Nacional do Arizona, desenhou uma bandeira para o time de tiro do Arizona quando eles participaram da Partida Nacional no Campo Perry. O Arizona foi o único time do passado a competir sem uma bandeira. Foi costurada por Nan D. Hayden.
A bandeira foi adotada em 7 de fevereiro de 1917 pela terceira legislatura do estado. Passou a ser lei sem a assinatura do governador Thomas Campbell.